# Hierodula zhangi
Hierodula zhangi är en bönsyrseart som beskrevs av Wang och Zhiming Dong 1993. Hierodula zhangi ingår i släktet Hierodula och familjen Mantidae. Inga underarter finns listade i Catalogue of Life.